# 李曰垓
李曰垓（1881年3月4日—1944年2月13日），字子畅（又作子鬯、梓畅），云南省腾冲县和顺乡水碓村人，中国民主革命家、学者，辛亥革命及护国战争元老。

## 生平

### 清朝经历
李曰垓7岁开蒙，9岁师从寸佐庭，11岁通读《资治通鉴》，14岁中秀才。1903年，李曰垓考入新开办的昆明云南高等学堂第1期，师从陈荣昌（时任云南高等学堂总教习兼全省学务处总参议）。李曰垓和同学罗佩金、赵伸等人为好友。他们组成了一个秘密小组，宣传时政。他们还从云南省外置办了《訄书》、《革命军》、《新湖南》等书刊，秘密传阅。李曰垓还曾向清廷上书，陈述滇缅边务，提出筹边意见。
1904年，李曰垓自云南高等学堂毕业。经陈荣昌提名，云南巡抚林绍年向清廷呈报，李曰垓乃赴北京参加京师大学堂考试。1905年，李曰垓考入京师大学堂经济特科。1909年，自京师大学堂毕业后，被任命为总理永顺普镇沿边学务中书科中书。回云南时，李曰垓途经香港以及缅甸仰光，在仰光经黄兴、李德贤介绍加入了中国同盟会，并接受了中国同盟会仰光支部策划起义之任务。返回云南后，李曰垓兴办教育，并宣传革命思想，任内共开办了128所“土民简易识字学塾”，学生共计3974人（分别来自26个民族）。
1910年末，云贵总督委任李曰垓为云南省第三中学堂监督。1911年，李曰垓赴蒙自筹办云南省立第三模范中学（即蒙自一中的前身）并出任首任校长。李曰垓随即以蒙自为据点，秘密策动民间武装及清军。在这里，他同临安（今建水）驻军首领、中国同盟会会员赵又新以及士绅朱朝瑛等人来往。

### 辛亥革命

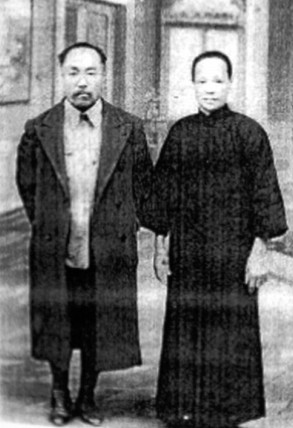
李曰垓及夫人寸宽福

1911年10月10日，武昌起义爆发。随后，李曰垓参与领导了辛亥滇南起义。11月1日，李曰垓、朱朝瑛、第75标教官赵又新等在临安以赵又新所在的第75标为主，发动军政人员，于当天晚间策划临安起义，11月12日晨占领临安。后来，革命军击退了蒙自关道龚心湛的进攻。11月16日，蔡锷派罗佩金率部自云南省城昆明来到蒙自，同朱朝瑛、赵复祥、李曰垓等人共同安定局面，滇南光复。
1911年11月3日，云南军政府成立，蔡锷任都督，李根源任军政部长，李曰垓任军政部次长。1912年5月，李曰垓改任民政司司长。
中华民国初年，大总统袁世凯拟派西藏宣慰使，命各省推荐人选。云南都督蔡锷、民政长罗佩金联名发电报称：“北京大总统国务院钧鉴：午密五月巧号敬电，敬悉派员入藏宣慰关系边局甚锯，允宜慎选其人，兹查有现任滇南观察使李曰垓，学识闳通，经验尤富，自光复以来历任军政部次长、民政司长等职，处常临变悉协机宜，堪以胜任宣慰使之职，请查核任命”，“并由中央电知达赖”。中央政府照准，任命李曰垓为西藏宣慰使，但因经费及其他原因而未履任。
此时，唐继尧继任云南都督，李曰垓兼任司法司司长。1914年5月，北京政府颁布《省官制》，将各省民政长改为巡按使。唐继尧借《省官制》调整任职之机，将李曰垓改任云南垦务总办。

### 护国战争

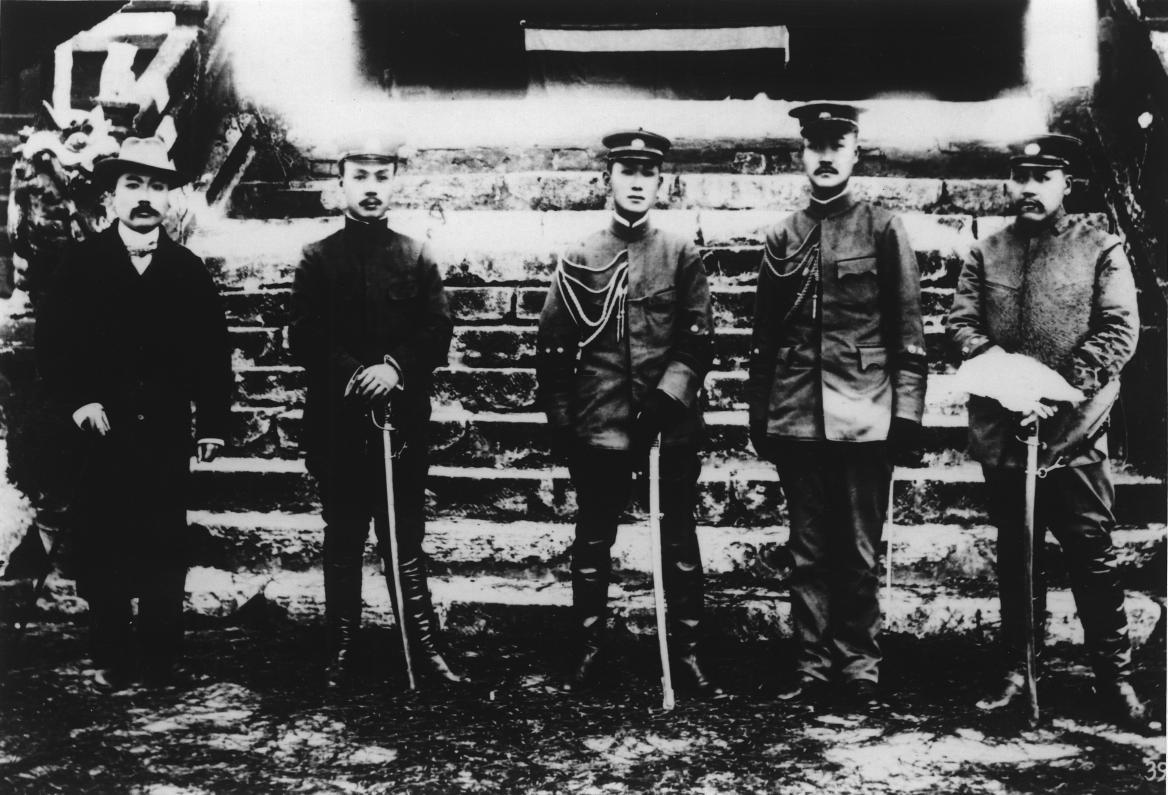
1915年护国军出征前夕，部分护国军将领合影。左起：第一军秘书长李曰垓、第一军总参谋长罗佩金、第一军总司令蔡锷、第一军参议殷承瓛、第二军总司令李烈钧

1915年，袁世凯逐步抓紧称帝。曾任云南军都督府民政司长兼司法司长的李曰垓对此强烈反对。当时，云南军界及政界的反袁世凯人士秘密组织了多个小组，分别谋划反袁，但相互之间没有联系。李曰垓同原来同为中国同盟会会员的黄毓成、赵复祥在一个小组内讨论。罗佩金、顾品珍、邓泰中、杨蓁、董鸿勋、吕志伊等人在其他组讨论。李文汉、田钟谷、金汉鼎等人则每周日赴景虹街的杜韩甫家中讨论。1915年8月间，筹安会成立的消息传至云南，遭到云南舆论公开反对，特别是《觉报》明确反对帝制。同时，军界人士也秘密筹备武装讨袁。
起初，云南将军唐继尧持观望态度，后迫于形势，宣布在10月下旬于昆明五华山都督府所在地召开会议，即所谓反对帝制、赞成共和的“国体投票”。与会者很多，袁世凯派驻滇代表李南彬到会。会议开始后，唐继尧请大家发言，李曰垓发言称：“赞成共和赞成帝制，三言两语即可决定，时至今日，无复讨论余地，请付表决。”大家表决一致赞成共和。会后，李曰垓、罗佩金、顾品珍、吕天民、董鸿勋等谈话，才知道各自都有秘密小组。他们综合了各秘密小组的意见，由步兵团长董鸿勋会见唐继尧，声称如不立即讨袁，则“先解决云南局面”。唐继尧于10月底同意举行反袁起义。
1915年12月，袁世凯称帝。1915年12月25日，蔡锷、唐继尧等人在云南发动护国起义，发出“通告全国宣布独立请同申义举之有电”，宣布云南独立，组织护国军，开始了护国战争。云南护国起义前后，所发通告多由李曰垓撰写。此次行动中使用的“护国”二字，就是由李曰垓拟定、蔡锷批准使用的。云南宣告独立后，唐继尧、蔡锷等人请李曰垓出任民政长，李曰垓则要求从军。护国军总司令部成立后，蔡锷任护国军总司令兼第一军军长，李曰垓任秘书长，随军赴四川作战。1917年，唐继尧任滇川黔靖国军总司令，李曰垓任参赞，随军入四川。

### 离开云南
蔡锷因喉疾而赴日本治疗后，李曰垓同唐继尧因政见不合而决裂，李曰垓流亡香港、上海、苏州，共六、七年。其间，李曰垓曾在苏州同章太炎研究国学。
1919年，李曰垓作为广州护法军政府代表，同北京政府议和，但因段祺瑞阻挠，议和未果。1923年，孙中山在广州组织大元帅府，李曰垓任大元帅府驻香港代表，负责同各个地方实力派进行联系，以支援孙中山领导的北伐。

### 滇西殖边
1928年，李曰垓在经过大病之后的恢复中，自上海回到昆明。此后，他对唐继尧当政时对护国战争的不实宣传进行了澄清。
1929年，李曰垓出任云南第一殖边督办，在腾冲设置督办公署，统辖滇西大部地区。李曰垓任该职近10年，任内大力修筑公路、开发矿产、兴修水利、兴办教育、勘定边界。1930年，李曰垓写出《滇缅界务说略并图》一书。
1931年，腾冲缅箐乡有近10万亩荒地，因缺水而荒芜，李曰垓召乡绅出资成立了利生垦务公司，准备从魁甸乡引河水到缅箐乡用于灌溉。在缅箐乡与魁甸乡之间，有一座小山，需要开挖隧道。工程经过5年，终因资金匮乏而终止。李曰垓受到很大打击。
1944年，李曰垓逝世。

## 家庭
- 父：李德润[2]

李曰垓有四子一女。
- 长子：李生庄[1]
- 次子：李生萱（艾思奇）[1]